# John James (architecte)
John James (c. 1673 - 15 mai 1746) est un architecte britannique particulièrement associé à Twickenham dans l'ouest de Londres, où il reconstruit l'église St Mary et construit une maison pour James Johnson (homme politique) (en), secrétaire d'État pour l'Écosse, plus tard Orleans House et depuis démolie. L'évaluation de Howard Colvin (en) à son égard est celle d'"un architecte compétent, mais il manquait de fantaisie inventive, et ses bâtiments sont pour la plupart simples et de conception peu aventureuse".

## Biographie
Fils d'un pasteur du Hampshire également nommé John James, il fréquente la Holy Ghost School de Basingstoke, dont son père est le directeur. Il est ensuite apprenti en 1690 chez Matthew Banckes, maître charpentier de la Couronne 1683-1706, dont il épouse la nièce, et il vit pendant un certain temps au palais de Hampton Court. Il est employé à Greenwich, où en 1718 il devient co-commis des travaux avec Nicholas Hawksmoor, auquel il succède comme arpenteur de la fabrique de l'abbaye de Westminster, où il termine la tour ouest de Hawksmoor. Dans l'intervalle, il est nommé maître charpentier à la cathédrale Saint-Paul, où il assiste Sir Christopher Wren et lui succède en 1723 en tant qu'arpenteur de la fabrique de la cathédrale Saint-Paul. Il est maître de la compagnie des charpentiers en 1734.
En 1714, il commence à travailler sur l'église St George, Tiverton, qui est finalement achevée en 1733.
En 1716, il remplace James Gibbs comme l'un des deux arpenteurs auprès des commissaires pour la construction de cinquante nouvelles églises - l'autre étant Nicholas Hawksmoor. Il conçoit une église pour les commissaires - St George's, Hanover Square - et collabore avec Hawksmoor sur la conception de deux autres, St John Horsleydown à Southwark et St Luke Old Street. À l'église St Alfege de Greenwich, il refait la tour médiévale et ajoute un clocher en 1730, le reste de l'église ayant été entièrement reconstruit par Hawksmoor pour les commissaires en 1712–14. James conçoit également l'église St. Mary's, Rotherhithe en 1714–15 et St Lawrence, Whitchurch près d'Edgware à peu près à la même époque. Il recouvre la tour médiévale de St Margaret's, Westminster 1735–37 d'une «manière gothique en papier» (VCH Middlesex Vol. XIII Cité de Westminster Partie 1 P.144).
Il est le professionnel sur place pour la construction de East India House (en), Leadenhall Street, Londres, selon les plans du marchand et architecte amateur Theodore Jacobsen (en), 1726-1729.
Parmi plusieurs bâtiments dans et autour de Twickenham, John James conçoit l'église Sainte-Marie après son effondrement en 1713 (à l'exception de sa tour ouest subsistante).
Toujours dans le sud-est de Londres, James conçoit Wricklemarsh, "un manoir palladien pionnier" (Colvin) et en fait sa seule structure de style palladien, pour Sir Gregory Page en 1723. Il est aussi probablement l'architecte du bâtiment maintenant connu sous le nom de Ranger's House, Blackheath, Londres (c.1722–23).
La maison qu'il construit pour lui-même vers 1725 - Warbrook House (en) à Eversley, Hampshire - est l'une des rares maisons survivantes construites par un architecte du XVIIIe siècle pour son propre usage. Il a peut-être également conçu Hursley House, Hursley, Hampshire, pour William Heathcote, et Barnsley House dans le Gloucestershire lui est maintenant généralement attribuée, c. 1720.

## Écrits
Il publie une brochure (1736) dans la guerre des pamphlets sur la conception du pont de Westminster, pour laquelle il a soumis une conception, qui, bien que non acceptée par les commissaires, est considérée "clairement et bien décrite". Compétent en latin, français et italien, il traduit le traité d'Andrea Pozzo sur la perspective comme Règles et exemples de perspective, propre aux peintres et architectes (1707, 2e édition vers 1725) et du français de Claude Perrault, Traité de la Cinq ordres de colonnes en architecture (1708), et du français de Dezallier d'Argenville, La théorie et la pratique du jardinage (1712, 2e édition 1728, 3e édition 1743. Ainsi, John James peut être considéré comme l'un des intermédiaires qui a rendu la pratique baroque continentale de l'architecture, de la peinture décorative et de la planification de jardins formels à la disposition des mécènes et artisans anglais.

## Galerie d'œuvres architecturales

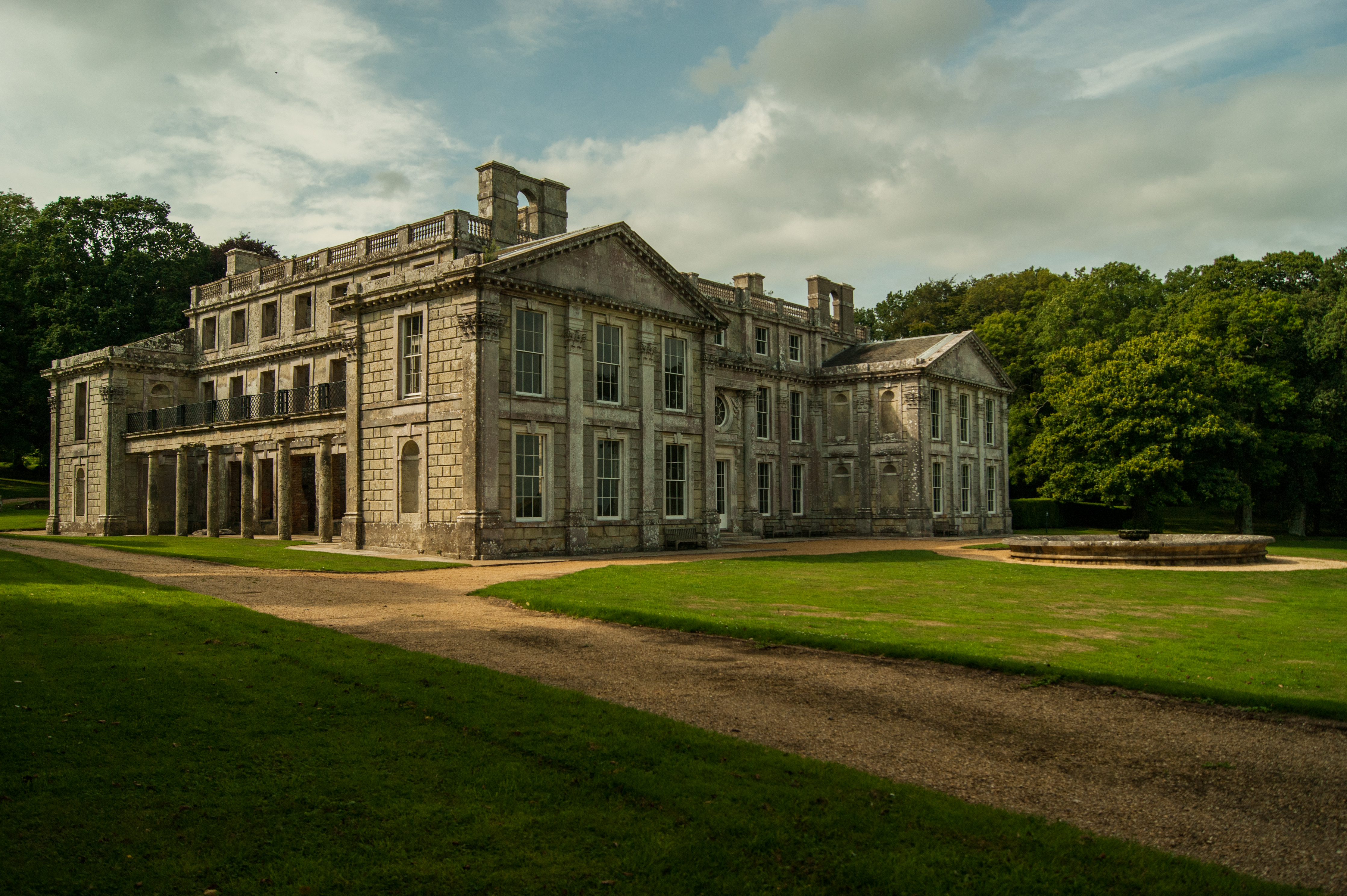
Appuldurcombe House, île de Wight
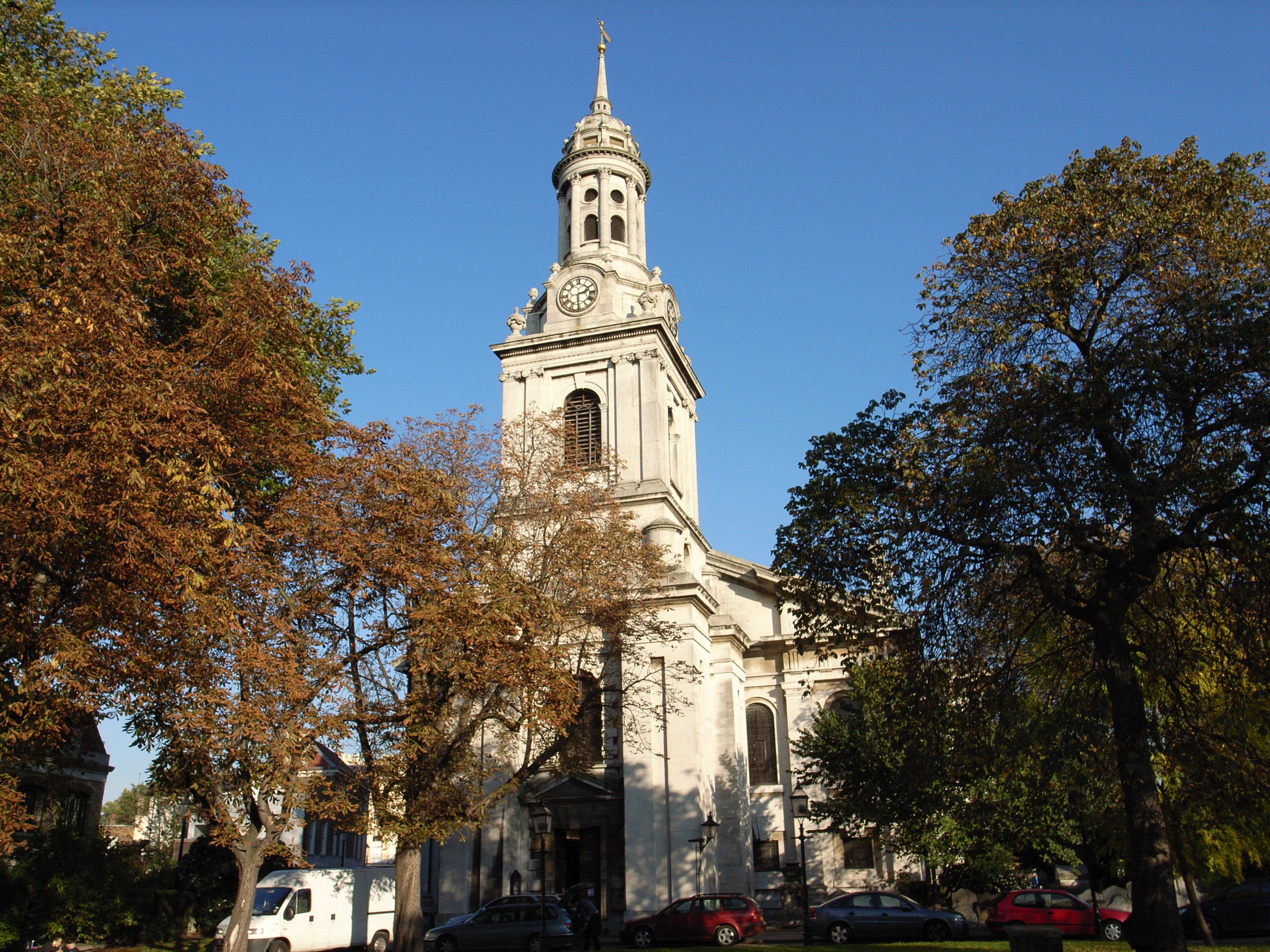
St. Alphege's Greenwich, partie supérieure de la tour par James
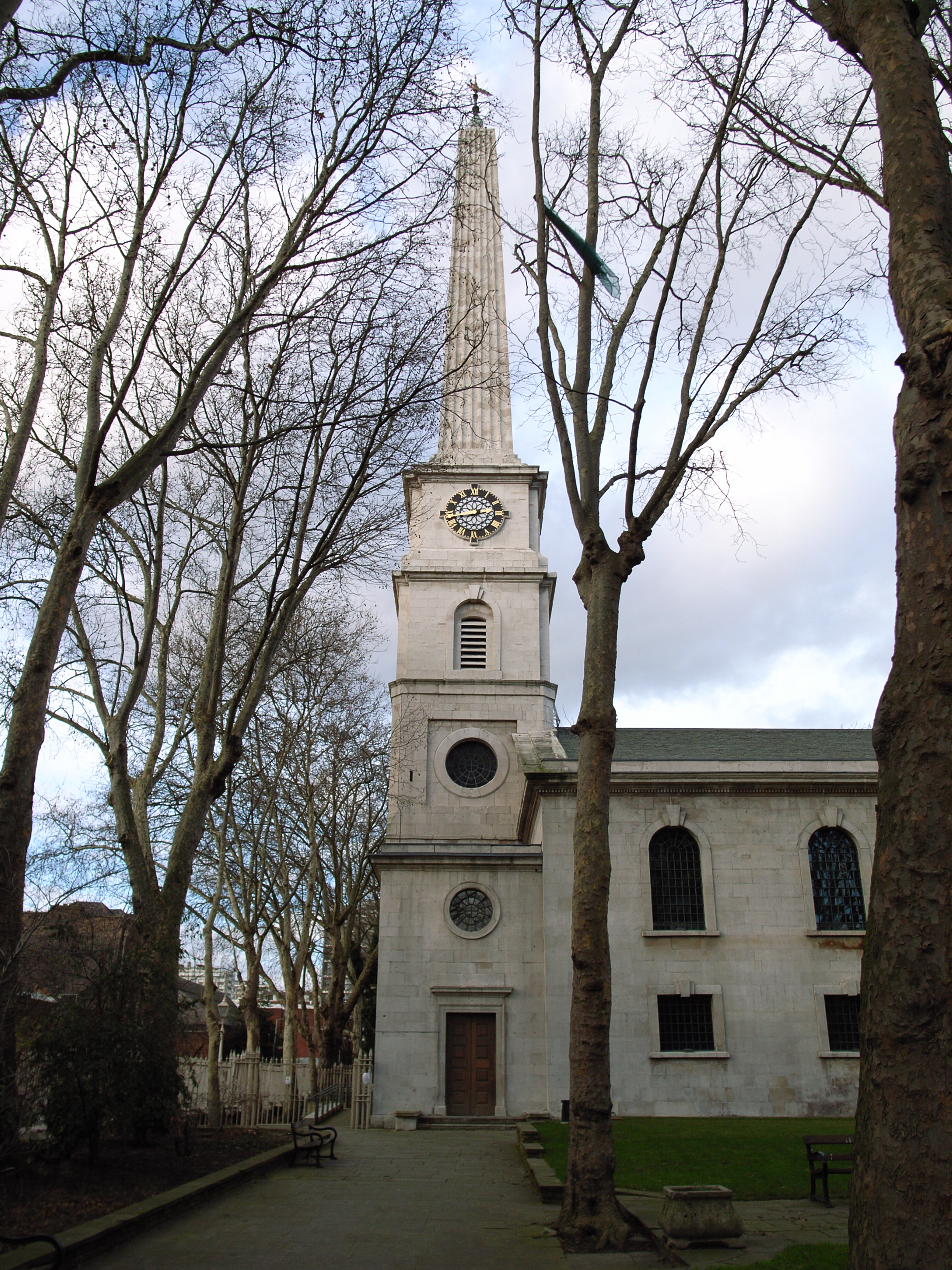
St. Luke's Old Street, Londres, avec Nicholas Hawksmoor
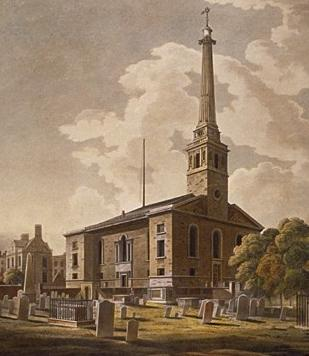
St.John's Horsleydown, Londres, avec Nicholas Hawksmoor, bombardé à Londres Blitz et démoli
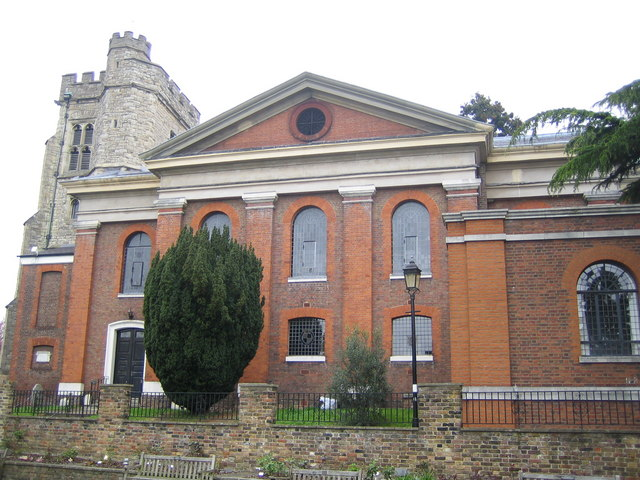
Église Sainte-Marie, Twickenham, reconstruite par James en dehors de la tour médiévale
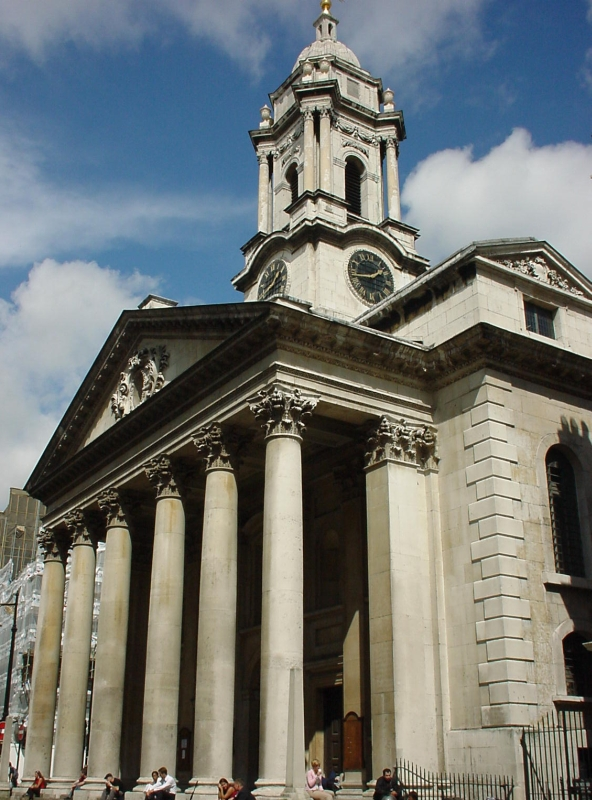
St George's, Hanover Square, Londres
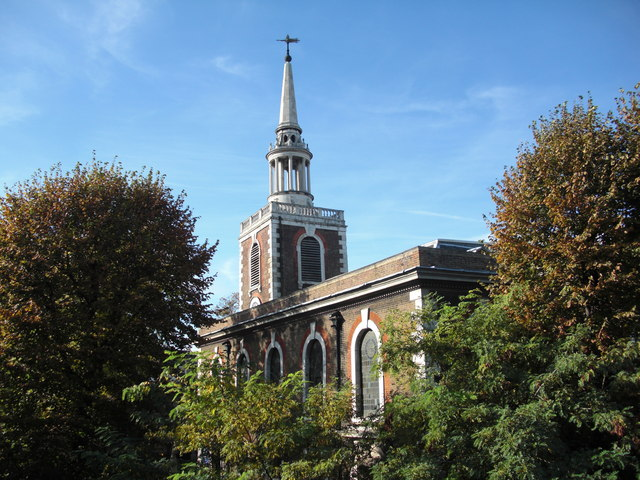
St.Mary's Rotherhithe, Londres
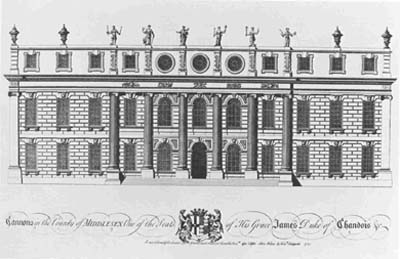
Cannons House, l'un des nombreux architectes impliqués dans la conception de la maison

## Sources
- Howard Colvin, 1995 (3e éd. ). Un dictionnaire biographique des architectes britanniques, 1660–1840. (Presse de l'Université de Yale): "John James"